# Ubaldesco
Ubaldesco  è un nome proprio di persona italiano maschile.

## Varianti
- Femminili: Ubaldesca[1][2]

## Origine e diffusione
Si tratta di un derivato in forma patronimica del nome Ubaldo, ossia vuol dire "di Ubaldo", "relativo a Ubaldo". 

## Onomastico

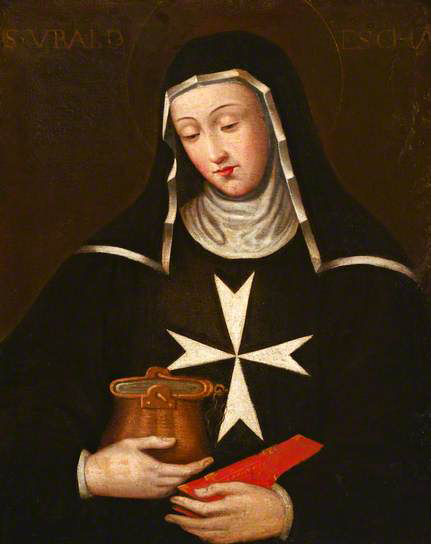
Santa Ubaldesca Taccini

L'onomastico viene festeggiata il 28 maggio in ricordo di santa Ubaldesca Taccini, nativa e patrona del paese di Calcinaia in provincia di Pisa, festeggiata anche nella Diocesi Metropolitana di Pisa e in alcuni paesi della Spagna e di Malta. È una delle sante femminili venerate dal Sovrano Militare Ordine di Malta.

## Persone
- Ubaldesco Baldi, tiratore italiano

### Variante femminile Ubaldesca
- Ubaldesca Taccini, religiosa e santa italiana